# Аброкомові
Аброкомові або Шиншилові щури (Abrocomidae) родина ряду гризуни, підряду Hystricomorpha. Усі представники даної родини проживають на центральному заході Південної Америки (пд. Перу, Болівія, пн.-зх. Аргентина, Чилі).

## Опис тіла
Аброкомові досягають понад 400 міліметрів загальної довжини. Волосяний покрив довгий і щільний. Череп має довгий, вузький рострум і булли збільшені. Зубна формула: 1/1, 0/0, 1/1, 3/3 = 20. Кінцівки короткі і мають короткі, слабкі нігті. Великий палець відсутній. Abrocoma bennettii є незвичайними серед гризунів тим, що мають 17 пар ребер.

## Стиль життя
Ці травоїдні гризуни погано вивчені. Вони, здається, колоніальні, лазять добре, і, як правило, шукають притулок під або серед скель або в тунелях під камінням або кущами. Abrocoma cinerea живе в холодних, похмурих, кам'янистих ділянках в Андах на висоті від 3700 до 5000 метрів; її надзвичайно довгий травний тракт (2,5 метра), і об'ємна сліпа кишка вказують на дієту з листя.

## Систематика
Вміщує один вимерлий рід, Protabrocoma та два живі роди:
- Родина Шиншилові щури (Abrocomidae)
  - Рід Abrocoma (Аброкома, або Шиншиловий пацюк)
    - Abrocoma bennettii (Аброкома Бенета)
    - Abrocoma boliviensis (Аброкома Болівійський)
    - Abrocoma budini (Аброкома Будіна)
    - Abrocoma cinerea (Аброкома Аши)
    - Abrocoma famatina (Аброкома Фаматіна)
    - Abrocoma shistacea (Аброкома Сьєрра-дель-Тонталь)
    - Abrocoma uspallata (Аброкома Успалата)
    - Abrocoma vaccarum (Аброкома Мендози)

  - Рід Cuscomys (Кускоміс, або деревний шиншиловий пацюк)
    - Cuscomys ashaninka (Кускоміс Ашанінки)
    - Cuscomys oblativus (Кускоміс Мачу-Пікчу)